# 1,2-Diaminopropan
1,2-Diaminopropan (oft auch als 1,2-Propylendiamin bezeichnet) ist eine organisch-chemische Verbindung aus der Stoffgruppe der aliphatischen Amine. Es wird als Zwischenprodukt für Pflanzenschutzmittel und Pharmazeutika eingesetzt.

## Gewinnung und Darstellung
Zur technischen Herstellung von 1,2-Diaminopropan setzt man Isopropanolamin mit Ammoniak bei Temperaturen von 120–240 °C und Drücken von 60–170 bar in Gegenwart von Kupfer-, Nickel- und Cobaltoxid-Katalysatoren, welche auf Aluminiumoxid (Al2O3) geträgert sind, um.
Die komplette Reaktion verläuft dabei in der flüssigen Phase in einem kontinuierlichen Rohr- oder Rohrbündelreaktor. Der Katalysator wird als Festbett angeordnet und die Umsetzung in der Sumpffahrweise durchgeführt. Die Reinigung und Aufarbeitung des Produkts erfolgt durch mehrstufige Destillation in Rektifikationskolonnen.
Weiterhin kann 1,2-Diaminopropan durch Aminierung von 1,2-Propandiol hergestellt werden. Die Enantiomere werden durch Racematspaltung gewonnen.

## Eigenschaften

### Physikalische Eigenschaften
Propan-1,2-diamin hat eine relative Gasdichte von 2,56 (Dichteverhältnis zu trockener Luft bei gleicher Temperatur und gleichem Druck) und eine relative Dichte des Dampf-Luft-Gemisches von 1,01 (Dichteverhältnis zu trockener Luft bei 20 °C und Normaldruck). Außerdem weist Propan-1,2-diamin einen Dampfdruck von 3,6 hPa bei 20 °C auf. Des Weiteren beträgt die dynamische Viskosität 1,7 mPa·s bei 20 °C.

### Chemische Eigenschaften
Propan-1,2-diamin ist eine entzündbare Flüssigkeit aus der Stoffgruppe der aliphatischen Amine. Es ist mit Wasser und den meisten organischen Lösungsmitteln mischbar. Außerdem ist es schwer bzw. sehr schwer flüchtig. Durch Hitzeeinwirkung zersetzt sich der Stoff. Bei Kontakt mit Oxidationsmitteln und Säuren kann es zu gefährlichen chemischen Reaktionen kommen. Des Weiteren bildet 1,2-Diaminopropan mit nitrosierenden Agenzien (z. B. Nitriten, salpetriger Säure, nitrosen Gasen) krebserzeugenden Nitrosaminen. Es reagiert als starke Base. Eine wässrige Lösung der Konzentration 100 g/l weist bei einer Temperatur von 20 °C einen pH-Wert von 12 auf.

## Verwendung
1,2-Diaminopropan wird vorwiegend als Zwischenprodukt bei der Herstellung von Pflanzenschutzmittel und Pharmazeutika verwendet. In den Vereinigten Staaten von Amerika wird es auch in Form von Derivaten für Zusätze zu Treibstoffen und Schmiermitteln genutzt. Des Weiteren findet es als Emulgator und in der Polymermodifikation Verwendung. Darüber hinaus ist es ein Bestandteil von Beschichtungsstoffen, Farbstoffen, Haarfärbemitteln und Textilhilfsmitteln und wird bei elektrochemischen Prozessen für Metallbeschichtungen eingesetzt. 1,2-Diaminopropan ist außerdem ein Chelat-Ligand zur Herstellung von (chiralen) Metallkomplexen und von Polymerisationskatalysatoren. Schließlich wird es auch in der Heterocyclen-Synthese eingesetzt.

## Sicherheitshinweise
Die Dämpfe von 1,2-Propylendiamin können mit Luft beim Erhitzen des Stoffes über den Flammpunkt explosive Gemische bilden. Dies ist bereits bei erhöhter Umgebungstemperatur möglich. Hauptsächlich wird der Stoff über den Atemtrakt aufgenommen. Des Weiteren wird eine sehr effektive Resorption über die Haut und den Verdauungstrakt vermutet. Bei Aufnahme oder Exposition kommt es akut zu reizender bis ätzender Wirkung auf Schleimhäute und Haut. Chronisch sind für den Menschen keine Angaben verfügbar. Besonders besorgniserregend ist die schnelle Bildung von hochgiftigen und krebserzeugenden Nitrosaminen, die bei Kontakt mit nitrosierenden Agenzien entstehen. Eine direkte mutagene Wirkung konnte jedoch ausgeschlossen werden. Zur Reproduktionstoxizität und Kanzerogenität liegen keine ausreichenden Angaben vor. 1,2-Diaminopropan weist eine untere Explosionsgrenze (UEG) von ca. 2,2 Vol.-% und eine obere Explosionsgrenze (OEG) von ca. 11,1 Vol.-% auf. Die Zündtemperatur beträgt 360 °C. Der Stoff fällt somit in die Temperaturklasse T2. Mit einem Flammpunkt von 33 °C gilt 1,2-Diaminopropan als entflammbar.